# La patrulla
La patrulla és una pel·lícula dramàtica espanyola d'ambient postbèl·lic dirigida el 1954 per Pedro Lazaga. Ambientada al final de la guerra civil espanyola, té un fort tarannà anticomunista i reflexa alguna de les vivències personals del propi director, que també va lluitar com a voluntari al Front Oriental.

## Argument
El 5 dem arç de 1939, un cop acabada la guerra civil espanyola, quatre amics (Paulino, Matías, Vicente i Enrique) es van una foto i es comprometen a tornar a reunir-se al mateix lloc deu anys després. Però no els serà fàcil. Paulino es barreja amb traficants d'estupefaents. Enrique marxa a lluitar al Front Oriental amb la Divisió Blava. Matías no pot evitar que el seu fill Matías s'enroli també a la Divisió Blava. Vicente es guanya la vida com a periodista i pretén Lucía, promesa d'Enrique, a qui ja donen per mort.

## Repartiment
- Conrado San Martín - Enrique
- José María Rodero - Vicente
- Antonio Almorós - Paulino
- Julio Peña - Matías
- Vicente Parra - Matías fill
- Marisa de Leza - Lucía

## Reconeixements
La pel·lícula fou seleccionada per al I Festival Internacional de Cinema de Sant Sebastià (1954), en el que va obtenir el guardó (Conquilla de Plata) al millor director (Pedro Lazaga) i a la millor actriu (Marisa de Leza).